# Olle Schmeling
Olof Karsten (Olle) Schmeling, född 31 oktober 1889 i Torpa församling i Östergötlands län, död 19 december 1953 i Valdemarsviks församling, var en svensk boktryckare, författare och redaktör samt känd som en tidig aktivist för naturism i Sverige.

## Biografi
Schmeling var son till apotekaren i Gränna Carsten Danielsson och Christina Maria Nordström. Hans farfar var kyrkoherde och flera i släkten var apotekare. Men Olle Schmeling startade i stället 1922 ett tryckeri i Valdemarsvik under namnet firma 0. Schmelings Accidens-Tryckeri.
Den begynnande frisksportrörelsen, där grupper av män levde friluftsliv i skog och mark, bildade sin första förening 1928. Detta kom också att bli starten på svensk naturism. År 1928 gav Schmeling ut boken Mot baddräktskulturen, där han förespråkade ”den urgamla svenska seden att bada naken”. Det är troligen den första boken på svenska som förespråkar nakenbad. I äldre tid hade nakenbad varit vanligt, men sedan bad utomhus blivit mer utbrett och populärt under 1900-talet hade badkläder blivit allt mer vanliga.
Nyåret 1932 grundade han tidskriften Dagbräckning (ordet betyder ”gryning”). Något senare påbörjade läkaren och professorn Johan Almkvist ett arbete som kom att bli banbrytande för naturismen i Sverige. Inspirerad av föreningar i Frankrike och Tyskland bildade Almkvist våren 1932 föreningen Hälsa genom Nakenkultur, med ett område på Ingarö. 
I början av 1930-talet förespråkade Ajo Allinger ett samarbete mellan de olika naturistföreningarna i Sverige och i Norden. Schmeling och Allinger propagerade för ett nordiskt naturistförbund vid en sammankomst med deltagare från Danmark och Sverige. Det var där som ordet naturism för första gången användes i föreningssammanhang.
Sommaren 1936 bildades Nordiskt Naturistförbund på Flisön i Gryts skärgård. År 1939 ändrades förbundets namn till Nordisk Solsport och den tidskrift Olle Schmeling redigerade fick namnet Solsport. År 1945 blev den gemensamt organ för de större naturistföreningarna i Sverige.
Olle Schmeling, som var ogift, omkom 1953 i en bilolycka.